# Буэно, Хесус
Хесу́с Даниэ́ль Буэ́но А́ньес (исп. Jesús Daniel Bueno Áñez; 15 апреля 1999, Баркисимето) — венесуэльский футболист, полузащитник клуба «Филадельфия Юнион».

## Клубная карьера

### Депортиво Лара
Буэно выступал за «Депортиво Лара» ещё в юношеском возрасте и дебютировал на профессиональном уровне 23 октября 2016 года в стартовом составе в матче против «Саморы» (2:1). Свой первый гол он забил 28 января 2018 года в матче против «Атлетико Венесуэлы» (3:2). Буэно трижды выступал в плей-офф чемпионата Венесуэлы (2017, 2018 и 2020), а в 2020 году он забил гол на третьей минуте дополнительного времени в матче против «Каракаса» (1:0), который обеспечил команде третье место. В 2021 году Буэно стал капитаном команды. 3 мая 2021 года Буэно сделал свой первый дубль в профессиональной карьере в победном матче против «Арагуа» (4:1). За «Депортиво Лара» он провёл 81 матч в чемпионате Венесуэлы и два матча в Кубке лиги, забив за это время 9 голов и отдав 3 результативные передачи.
Он также шесть раз принимал участие в Кубке Либертадорес и один раз в Южноамериканском кубке.

### Филадельфия Юнион
29 июля 2021 года Буэно перешёл в клуб MLS «Филадельфия Юнион».

## Международная карьера
1 июня 2018 года он дебютировал за сборную Венесуэлы (до 20 лет) в матче против сборной Чили (0:1).
В мае 2021 года был вызван в тренировочный лагерь национальной команды на Копа Америка. Вскоре после этого он был вынужден покинуть лагерь, так как у него был диагностирован COVID-19.

## Достижения

### Филадельфия Юнион
- Кубок MLS финалист: 2022[11].